# Pobeda (Adygeja, Maikopski, Kamennomostskoje)
Pobeda (russisch Победа) ist ein Dorf (posjolok) in Südrussland. Es gehört zur Republik Adygeja und hat 149 Einwohner (Stand 2019).